# Trilogia di New York
Trilogia di New York è un libro scritto da Paul Auster, composto da tre romanzi: Città di vetro (City of Glass), Fantasmi (Ghosts) e La stanza chiusa (The Locked Room). I tre romanzi sono stati pubblicati tra il 1985 e il 1987.
I romanzi sono ambientati in una città allucinata, in cui tutto si confonde e sfuma. I protagonisti di queste storie conducono ognuno un'inchiesta misteriosa e imprevedibile. Sono tre detective-stories in cui lo scrittore crea una sua New York strana e surreale, dove tutto può accadere e in cui tutti noi potremmo perderci.

## Introduzione
Apparentemente presentate come narrativa poliziesca, le storie della Trilogia di New York sono state definite "racconti meta-detective", "racconti anti-detective", "misteri sui misteri", un "lavoro stranamente umoristico del romanzo poliziesco", "molto", un "metamistero" e un "miscuglio tra la detective story e il nouveau roman". Questo può classificare Auster come scrittore postmoderno, le cui opere vennero influenzate dal "movimento letterario classico" del postmodernismo americano degli anni '60 e '70. Vi è, tuttavia, "una certa coerenza nel discorso narrativo, un approccio neo-realista e un'esposizione di responsabilità verso gli aspetti sociali e morali che vanno al di là dei meri elementi del metaromanzo e sovversivi", che lo distinguono da un "tradizionale" scrittore postmoderno. Trilogia di New York è una particolare forma di narrativa poliziesca postmoderna che utilizza ancora gli elementi noti del romanzo poliziesco (le varietà classiche e hard boiled, per esempio), ma crea anche una nuova forma che lega "le caratteristiche tradizionali del genere con le caratteristiche sperimentali, metafictional e ironiche del postmodernismo".
Una ristampa del 2006 da Penguin Books è preceduta da nuove copertine in stile pulp magazine dall'illustratore di fumetti Art Spiegelman.

### Città di vetro
La prima storia, Città di vetro, tratta le vicende di uno scrittore di romanzi polizieschi che, divenuto investigatore privato, cade nella follia mentre è coinvolto in un caso. Essa esplora i diversi strati dell'identità e della realtà, a partire da Paul Auster, scrittore del romanzo, fino ad arrivare all'"autore" senza nome che riporta gli eventi come sono accaduti nella realtà, allo "scrittore Paul Auster", un personaggio della storia, al "detective Paul Auster", che può o non può esistere nel romanzo, al giovane Peter Stillman, al vecchio Peter Stillman e, infine, al protagonista, Daniel Quinn.
Città di vetro ha un rapporto intertestuale con il Don Chisciotte di Cervantes. Non solo il protagonista Daniel Quinn condivide le sue iniziali con il cavaliere, ma quando Quinn trova lo scrittore "Paul Auster", Auster sta scrivendo un articolo sull'autore del Don Chisciotte. "Auster" intitola il suo articolo una "lettura fantasiosa", e in esso esamina le possibili identità di Cide Hamete Benengeli, il narratore del Don Chisciotte.

#### Trama
In Città di vetro lo scrittore di romanzi polizieschi Daniel Quinn riceve una telefonata nel cuore della notte da un individuo in preda alla disperazione che cerca Paul Auster, fantomatico investigatore dell'"Agenzia investigativa Auster". Quinn chiude la comunicazione, ma nelle notti seguenti le chiamate si susseguono e Quinn decide di assumere l'identità di Paul Auster. Peter e Virginia Stillman ingaggiano Quinn, credendolo Paul Auster, per esser protetti dal padre di Peter, appena uscito dal carcere. Padre e figlio portano lo stesso nome: Peter Stillman. Il padre ha rinchiuso il piccolo Peter in una stanza per nove anni con l'intento di scoprire il linguaggio originale dell'innocenza, scomparso dopo che l'uomo acquisì il concetto del Male a seguito della caduta dall'Eden. Quinn registra tutto ciò che viene a sapere in un taccuino (elemento che torna in tanti romanzi di Auster).
Invece di provare a far del male a suo figlio o a Virginia, il vecchio Stillman gira per Manhattan raccogliendo oggetti rotti e inutili. Lo scopo è quello di creare dei termini per un linguaggio che finalmente renderà l'essenza delle cose.
Alla fine del racconto Quinn scompare dal libro e il lettore scopre che un amico dell'Auster personaggio del libro, anch'egli scrittore, ha usato il manoscritto di Quinn ritrovato nella stanza dalla quale è scomparso per scrivere Città di vetro.

### Fantasmi
La seconda storia, Fantasmi, tratta la storia di un investigatore privato chiamato Blue, 'addestrato' da Brown, che indaga su un uomo di nome Black nei pressi di Orange Street per un cliente di nome White. Blue redige relazioni scritte per White che a sua volta lo paga per il lavoro. Blue diventa frustrato e perde sé stesso mentre diventa immerso nella vita di Black.

#### Trama
In Fantasmi, invece, capita che chi sta pedinando a sua volta si senta pedinato. L'investigatore Blue, assunto da White (che gli si presenta con un malcelato travestimento: barba posticcia, folte sopracciglia eccetera) viene incaricato di sorvegliare un uomo, tale Black. A seguito di questi controlli deve compilare un rapporto settimanale per White il quale, ancora settimanalmente, gli farà avere un assegno. Blue ha avuto come maestro il suo ex collega Brown, ormai ritiratosi a vita privata dopo aver raggiunto l'età del pensionamento.
Blue inizia gli appostamenti nell'appartamento di fronte casa di Black, che trova sempre intento a scrivere: stilografica rossa su un taccuino. Quest'ultimo non ha una vita complicata: ogni tanto esce per fare la spesa, per distrarsi al cinema, gironzola e cammina spesso senza meta nella New York austeriana. Blue è sempre più preciso nel suo lavoro: se Black va spiato deve essere un criminale, e ciò lo porta, senza successo, a seguirlo ovunque.
Viene così a scoprire che essi altro non sono i rapporti che egli stesso inviava a White, che quindi altro non è che lo stesso Black. Blue si sente pedinato ed affronta Black, intimandolo a svelare cosa c'è nel taccuino rosso che ogni giorno Black compilava affannosamente. Altro non è che lo stesso racconto che legge il lettore, Fantasmi.

### La stanza chiusa
La stanza chiusa è la storia di uno scrittore che ha bisogno di creatività per scrivere un romanzo. Fanshawe, suo amico d'infanzia, ha scritto un'opera creativa, e quando scompare lo scrittore pubblica il suo lavoro e lo sostituisce nella sua famiglia. Il titolo fa riferimento all'enigma della camera chiusa, un elemento classico della prima narrativa poliziesca.

#### Trama
In La stanza chiusa il protagonista si immedesima a tal punto nella vita di un suo amico, al punto da sposarne la vedova e adottarne il figlio... e ritroviamo nomi di personaggi del primo libro, come Stillman, Quinn o Henry Dark.

## Adattamenti
Città di vetro venne adattato nel 1994 nella trasposizione sperimentale in romanzo a fumetti degli illustratori e fumettisti David Mazzucchelli e Paul Karasik, acclamata dalla critica. Venne pubblicato come City of Glass: The Graphic Novel nel 2004.
Nel 2009, Audible.com ha prodotto una versione audio della Trilogia di New York, narrato da Joe Barrett, come parte della sua linea Modern Vanguard di audiolibri.

## Edizioni
- Paul Auster, Trilogia di New York, traduzione di Massimo Bocchiola, Einaudi Tascabili, Einaudi, 2004,  p. 314, ISBN 88-06-14865-6.